# Santino Maria da Silva Coutinho
Santino Maria da Silva Coutinho (* 17. Dezember 1868 in Pilôes, Brasilien; † 10. Januar 1939) war Erzbischof von Maceió.

## Leben
Santino Maria da Silva Coutinho empfing am 19. Dezember 1891 das Sakrament der Priesterweihe.
Am 9. September 1906 ernannte ihn Papst Pius X. zum Bischof von São Luís do Maranhão. Papst Pius X. bestellte ihn am 6. Dezember 1906 zum Erzbischof von Belém do Pará. Der Präfekt der Kongregation De Propaganda Fide, Girolamo Maria Kardinal Gotti OCD, spendete ihm am 19. März 1907 die Bischofsweihe; Mitkonsekratoren waren der emeritierte Bischof von Belém do Pará, Francisco do Rêgo Maia, und der emeritierte Bischof von São Luís do Maranhão, Antônio Xisto Albano.
Am 19. Januar 1923 ernannte ihn Papst Pius XI. zum Erzbischof von Maceió.